# Harpullia ramiflora
Harpullia ramiflora är en kinesträdsväxtart som beskrevs av Ludwig Radlkofer. Harpullia ramiflora ingår i släktet Harpullia och familjen kinesträdsväxter. Inga underarter finns listade i Catalogue of Life.